# 862
سنة 862 م كانت سنة بسيطة تبدأ يوم الخميس (الرابط يظهر نموذج التقويم الكامل للسنة) من التقويم اليولياني. بدأت تسمية السنة ب862 منذ العصور الوسطى المبكرة، عندما أصبح تقويم أنو دوميني هو الأسلوب السائد في أوروبا لتسمية السنوات.

## أحداث
- الإنتهاء من بناء فسقية الأغالبة

## مواليد
- قاسم بن أصبغ

## وفيات
- أبو جعفر محمد المنتصر بالله
- بوقا الكبير
- موسى بن موسى